# Jurij Saakov
Jurij Saakov (russisk: Юрий Суренович Сааков) (født 25. februar 1937 i Jalta i Sovjetunionen, død 13. marts 2004 i Moskva i Rusland) var en sovjetisk filminstruktør.

## Filmografi
- Eta vesjolaja planeta (Эта весёлая планета, 1973)[1][2]